# Léo Le Blé Jaques
Léo Le Blé Jaques (* 2. Januar 1997 in Chêne-Bougeries) ist ein französischer Snowboarder. Er startet im Snowboardcross.

## Werdegang
Le Blé Jaques startete im Dezember 2012 in Cortina d’Ampezzo erstmals im Europacup und belegte dabei die Plätze 48 und 45. Im folgenden Jahr kam er beim Europäischen Olympischen Winter-Jugendfestival in Predeal auf den 15. Platz im Parallel-Riesenslalom und auf den fünften Rang im Snowboardcross. Bei den Juniorenweltmeisterschaften 2014 in Chiesa in Valmalenco errang er den 19. Platz und bei den Juniorenweltmeisterschaften 2016 in Rogla den 11. Platz. 
Sein Debüt im Snowboard-Weltcup hatte er im Dezember 2015 im Montafon, das er auf dem 62. Platz beendete. Bei der Winter-Universiade 2017 in Almaty gewann er die Goldmedaille. Nach Platz 24 beim ersten Weltcup der Saison 2020/21 in Chiesa in Valmalenco, erreichte er dort tags darauf mit Platz neun seine erste Top-Zehn-Platzierung im Weltcup. Bei den Weltmeisterschaften 2021 in Idre errang er den 12. Platz im Einzel und holte zusammen mit Julia Pereira de Sousa Mabileau die Bronzemedaille im Teamwettbewerb. In der Saison 2021/22 erreichte er in Veysonnaz mit Platz drei seine erste Podestplatzierung im Weltcup und bei den Olympischen Winterspielen 2022 in Peking den 12. Platz.

## Teilnahmen an Weltmeisterschaften und Olympischen Winterspielen

### Olympische Winterspiele
- 2022 Peking: 12. Platz Snowboardcross

### Snowboard-Weltmeisterschaften
- 2021 Idre: 3. Platz Snowboardcross Team, 12. Platz Snowboardcross
- 2023 Bakuriani: 17. Platz Snowboardcross

## Weltcup-Gesamtplatzierungen
| Saison  | Platz | Punkte |
| ------- | ----- | ------ |
| 2015/16 | 89.   | 11,9   |
| 2017/18 | 50.   | 338,7  |
| 2019/20 | 54.   | 34,9   |
| 2020/21 | 23.   | 77     |
| 2021/22 | 19.   | 118    |
| 2022/23 | 15.   | 154    |
| 2023/24 | 15.   | 232    |
| 2024/25 | 31.   | 84     |